# Castello di Montù Berchielli
Il castello di Montù Berchielli è un fortilizio dell'omonima frazione del comune di Colli Verdi in provincia di Pavia.  L'edificio è posto su un'altura che si trova nell'Oltrepò Pavese, sul crinale che divise la valle Scuropasso dalla valle del Coppa.

## Storia
Il castello fu edificato probabilmente nel XII secolo, fu di proprietà della famiglia Belcredi (una famiglia aristocratica di parte ghibellina di Pavia). Venne modificato a più riprese, e non sempre felicemente, nei secoli seguenti, nel corso del XIX secolo era ridotto allo stato di rudere. È stato restaurato, riadattandolo a residenza privata, negli ultimi decenni del XX secolo.

## Struttura
Il castello è costituito da una alta e massiccia torre, il mastio, e due edifici ad essa addossati disposti a L aperta che delimitano il cortile in forma di esagono irregolare, chiuso da un muro. La torre ha base quadrangolare ed è priva di merlatura, coperta da un tetto a doppia falda 